# Gleichen (Alberta)
Pour les articles homonymes, voir Gleichen.
Gleichen est un hameau (hamlet) du comté de Wheatland, situé dans la province canadienne d'Alberta.

## Démographie
En tant que localité désignée dans le recensement de 2011, Gleichen a une population de 336 habitants dans 150 de ses 173 logements, soit une variation de -3.4% par rapport à la population de 2006. Avec une superficie de 1,477 8 km2, le hameau possède une densité de population de 227,365 0 hab/km2 en 2011.
Concernant le recensement de 2006, Gleichen abritait 348 habitants dans 146 de ses 158 logements. Avec une superficie de 1,477 8 km2, le hameau possédait une densité de population de 235,5 hab/km2 en 2006.